# Paul-Fleming-Haus
Das Paul-Fleming-Haus ist ein historisches Gebäude in Hartenstein in Sachsen. Es ist das frühere Schulgebäude der Stadt und Geburtshaus des deutschen Barockdichters Paul Fleming (1609–1640).

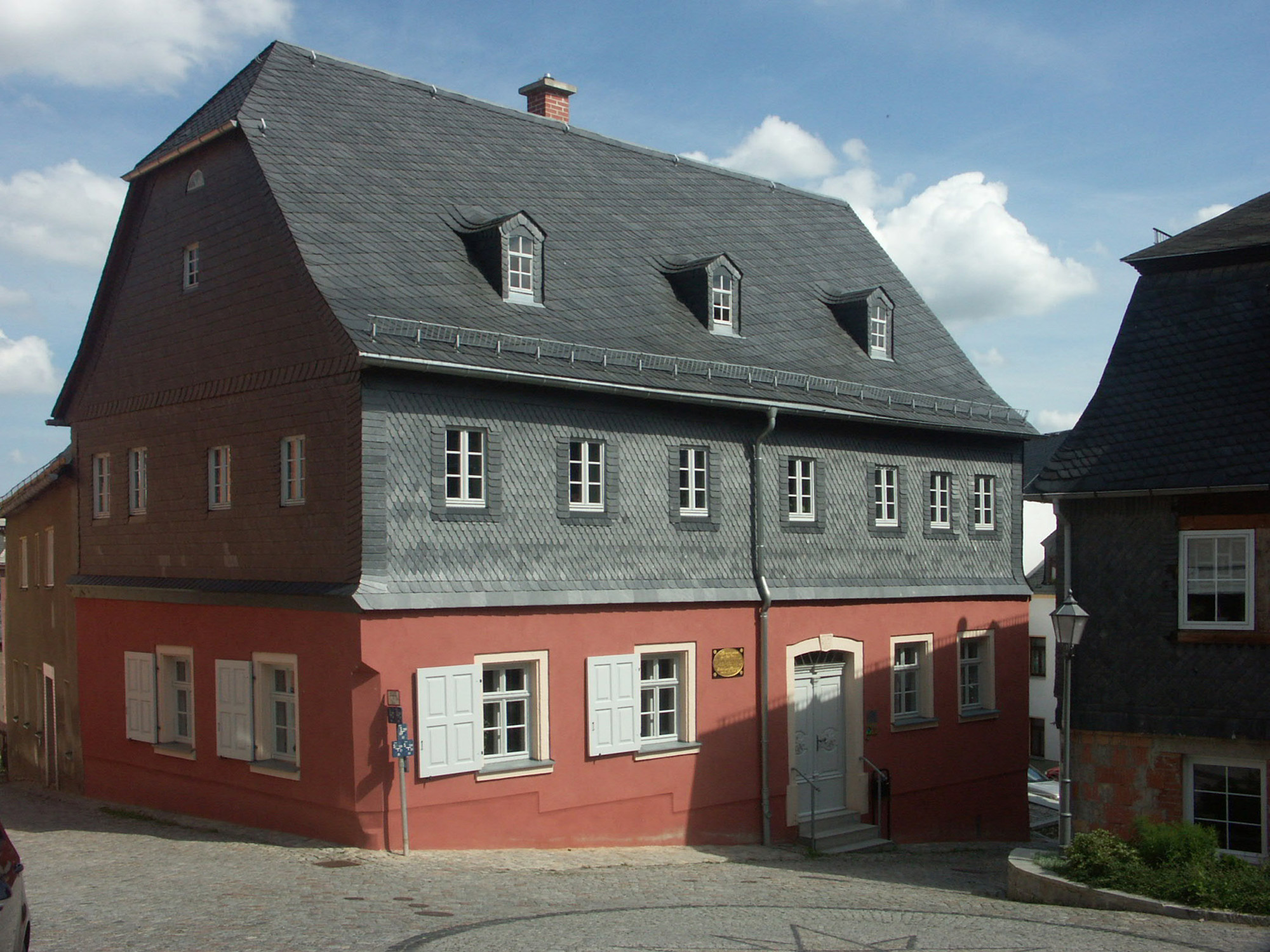
Paul-Fleming-Haus in Hartenstein

Seit 2002 beherbergt es eine literarische Gedenkstätte. Auf Schautafeln wird Flemings Leben dokumentiert. In einer Vitrine sind verschiedene Werkausgaben und Sekundärliteratur ausgestellt.  Daneben werden zwei weitere Persönlichkeiten aus Hartenstein präsentiert: der Bildhauer Johann Böhme (1595–1667) und der Pädagoge Gottfried Benedict Funk (1734–1814). Außerdem finden regelmäßig durch den Paul-Fleming-Verein durchgeführte literarisch-musikalische Veranstaltungen in dem Gebäude statt.
Koordinaten: 50° 39′ 41,8″ N, 12° 40′ 12,3″ O